# Brendan
Brendan (även Brendanus, irländsk namnform Brennain), död 577 eller 583, var en irisk sjöfarande munk, abbot av Cluinferta och helgon (inom Romersk-katolska kyrkan), sjömännens skyddshelgon.
Traditionen knyter många mirakler till hans namn. Mest känd är den med iriska sagomotiv utstyrda berättelsen om den färd, under han fick se himlen och paradiset på en ö, där de mindre brottsliga änglarna bland Lucifers anhängare vistades.
Berättelserna har tolkats som de första i vilka européer färdas till Amerika.

## Sankt Brendans sjöfärd
I det keltiskt kristna verket "Navigatio Sancti Brendani Abbatis" beskrivs hur färden dit gick i en öppen läderbåt, curragh, och dateras till 500-talet. Berättelsen är mytisk men det möjliga i bedriften tillsammans med tolkningar av flera av de mytiska eskapaderna beskrivs av irländaren Tim Severin som 1976–77 genomförde en färd över till Nordamerika i "The Brendan Voyage" genom vilken han sökte visa att en sådan färd var möjlig. Brendan skall då ha rest från Irland via Skottland, Färöarna och Island till Labradorhalvön. På dessa platser skall irländska munkar ha mött honom varför man utifrån dessa teorier får anse att hans resa inte är den första, men den första beskrivna.
"Navigatio Sancti Brendani Abbatis" skrevs på 800-talet på latin och blev ett populärt verk som spreds över Europa i många översättningar. Det har också fascinerat läsare i senare tider och influerat författare av fantasylitteratur som J.R.R. Tolkien och C.S. Lewis. Boken utkom i svensk översättning 2014 med titeln Sankt Brendans sjöfärd.

## Festdag
Sankt Brendans dag firas 16 maj. Hans helgonattribut är en fisk och ett ljus.